# Chao-Sam-Phraya-Nationalmuseum
Das Chao-Sam-Phraya-Nationalmuseum (Thai พิพิธภัณฑสถานแห่งชาติ เจ้าสามพระยา) ist ein thailändisches Nationalmuseum in Ayutthaya. Das Museum ist benannt nach König Borommaracha II. (Chao Sam Phraya), der 1424 den Wat Ratchaburana in Ayutthaya erbauen ließ.
Das Museum ist seit dem Beginn der Corona-Pandemie in Thailand geschlossen; ein Datum zur Wiedereröffnung ist derzeit nicht bekannt.

## Lage
Das Chao-Sam-Phraya-Nationalmuseum liegt an der Rochana-Straße direkt in der Altstadt von Ayutthaya, der Hauptstadt des gleichnamigen Reiches Ayutthaya über einen Zeitraum von 417 Jahren.
Die Adresse ist Sri Sanpet Straße, Tambon Pratuchai, Amphoe Phra Nakhon Sri Ayutthaya, Phra Nakhon Sri Ayutthaya 13000. Das Museum ist geschlossen am Montag und Dienstag sowie an öffentlichen Feiertagen.

## Baugeschichte
Im Zuge der umfangreichen Ausbesserungs- und Rekonstruktionsmaßnahmen, die von der thailändischen Regierung zwischen 1956 und 1957 in Ayutthaya durchgeführt worden sind, wurden viele wertvolle Gegenstände gefunden, die die fast vollständige Verwüstung der Stadt durch die Birmanen im Jahre 1767 überstehen konnten. Das verantwortliche Fine Arts Department organisierte daraufhin den Verkauf buddhistischer Votivtafeln, um den Neubau eines Museums zu finanzieren, das diese Objekte aufnehmen konnte.
Am 26. Dezember 1961 wurde das Museum mit seinem ersten Gebäude, dem zweistöckigen Chao-Sam-Phraya-Gebäude, im Beisein von König Bhumibol Adulyadej und Königin Sirikit feierlich eröffnet. Das zweite Gebäude konnte am 30. Januar 1970 durch den thailändischen Innenminister eingeweiht werden.

## Sehenswürdigkeiten

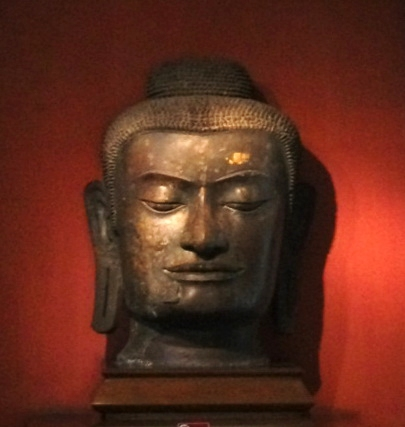
Buddha aus Wat Dhammikaraja, im Geschichtspark Ayutthaya

### Chao Sam Phraya-Gebäude
Zu den schönsten Exponaten der Sammlung zählen Goldartefakte, die 1957 im Wat Ratchaburana gefunden worden sind, z. B. ein mit Juwelen besetztes Schwert, ein kniender goldener Elefant und goldene Hausschuhe.
Auch sind bronzene Buddha-Statuen sowie Holzpaneele von Türen einiger Tempel aus der Umgebung ausgestellt, u. a. vom Wat Phra Sri Sanphet. Daneben sind noch Votivtafeln aus dem Wat Ratchaburana, dem Wat Mahathat in Ayutthaya und Wat Phra Ram zu sehen.

### Zweites Gebäude
Hier werden Objekte aus dem ganzen Land ausgestellt. Sie umfassen die verschiedenen Kunstepochen Thailands, also Dvaravati, Srivijaya, Lop Buri, Chiang Saen und Lan Na mit Sukhothai, U Thong, Ayutthaya und Rattanakosin.

### Dritte Gruppe
Die dritte Gruppe besteht aus einigen traditionellen Thaihäusern, wie sie in Zentralthailand errichtet wurden. Hier sind Gegenstände des Alltags ausgestellt.